# Panzós
Panzós est une ville du Guatemala.
En 1978, le village de Panzós a été le site d'un massacre, pendant lequel entre 30 et 106 habitants ont été tués par l'armée,.